# Сидякін Андрій Анатолійович
Андрій Анатолійович Сидякін (рос. Андрей Анатольевич Сидякин; 20 січня 1979, м. Уфа, СРСР) — російський хокеїст, правий нападник. 
Вихованець хокейної школи «Салават Юлаєв» (Уфа). Виступав за «Салават Юлаєв» (Уфа), «Сєвєрсталь» (Череповець), «Спартак» (Москва), «Югра» (Ханти-Мансійськ). У Континентальній хокейній лізі — 158 (17+26), у Кубку Гагаріна — 15 (1+0).
У складі юніорської збірної Росії учасник чемпіонату Європи 1997.
Досягнення
- Чемпіон Росії (2008), срібний призер (2003), бронзовий призер (1996)
- Володар Кубка Федерації (1995).